# روحانية (ديانات)

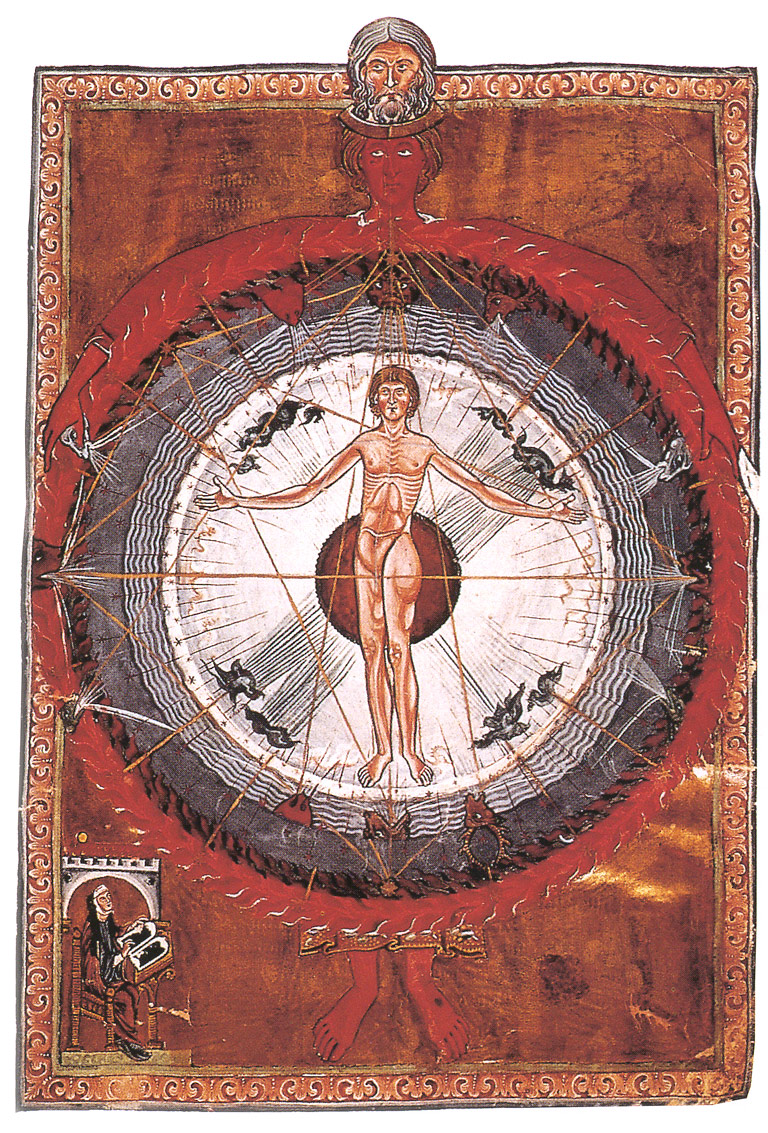
كتاب الأشغال الإلهية، أو الرجل العالم لـهايدغارد بنجين، 1185 (نسخة القرن الثالث عشر)

الباطنية الروحانية هي ممارسة الوجد أو النشوة الدينية، وهي تجارب دينية خلال حالات تغير الوعي، مع ما قد يتعلق بها من الأيديولوجيات، والأخلاقيات، والطقوس، والأساطير، والسحر. قد تشير أيضًا لقدرات استبصار الحقائق المطلقة أو الخفية، والتحول البشري المدعوم بممارسات وتجارب متعددة.
لمصطلح الباطنية الروحانية أصول يونانية قديمة والعديد من المعاني التاريخية المحددة. اشتقاقًا من الكلمة اليونانية (μύω múō)، التي تعني الإقفال أو الإخفاء، تشير الباطنية الروحانية للأبعاد الإنجيلية، والطقسية، والروحية، والتأملية للمسيحية المبكرة والمتوسطة. خلال الحقبة الحديثة المبكرة، تنامى مصطلح الباطنية الروحانية ليشمل مجالًا واسعًا من المعتقدات والأيديولوجيات المتعلقة بالتجارب الخارقة وحالات العقل.
في الزمن المعاصر، شملت الباطنية الروحانية تعريفًا محدودًا، وتطبيقات واسعة، مثل المعنى الذي يشير للوحدة مع المطلق، اللانهائي، أو الإله. يُطبق هذا التعريف المحدود على مجال واسع من التقاليد والممارسات الدينية، التي تقدر قيمة التجربة الباطنية الروحانية كعنصر أساسي في الباطنية الروحانية.
وبتعريف أشمل، توجد الروحانية في كافة التقاليد الدينية، من الديانات المحلية والديانات الشعبية كالشامانية، حتى الديانات المنظمة مثل الأديان الإبراهيمية والأديان الهندية، والروحانية المعاصرة، وحركات العصر الجديد والحركات الدينية الجديدة.
ناقش الباحثون منذ ستينيات القرن التاسع عشر مزايا مناهج الخلود والبناء في البحث العلمي المتعلق بالتجارب الباطنية الروحانية. يرفض الباحثون اليوم فكرة الخلود بشكل كبير. ويستخدم معظم الباحثين المنهج السياقي، الذي يأخذ السياق الثقافي والتاريخي بالحسبان.

## الاشتقاق
تأتي كلمة «الباطنية الروحانية» من الكلمة اليونانية (μυω) التي تعني «أنا أخفي»، والمشتق الثانوي لها (μυστικός)، التي تعني «بدء». يستخدم الفعل (μυώ) في العديد من المعاني في اللغة اليونانية، والتي ما زالت قيد الاستخدام. المعاني الأولية له هي «نصّب» و«بدأ». والمعاني الثانوية تتضمن «قدم»، «جعل شخصًا ما مدركًا لشيء ما»، «تدرب»، «آلف»، «قدم أول تجربة في شيء ما».
تظهر الصيغة المرتبطة بالفعل  μυέω  (mueó or myéō)في العهد الجديد. وكما شُرح في قاموس سترونغ، فهو يعني غالبًا إغلاق العينين والفم لاختبار السر الخفي. ومعناه المجازي هو البدء في «كشف السر». ينحدر المعنى من طقوس البداية في الأسرار الوثنية. ويظهر في العهد الجديد أيضًا الاسم المرتبط μυστήριον (mustérion or mystḗrion)، جذر الكلمة في الإنجليزية «السر أو الغموض» (mystery). الذي يعني «أي شيء مخفي»، المخفي أو السر، والذي يعتبر ابتداؤه ضروريًا. يأخذ في العهد الجديد معنى مشورات الإله، إذ كُشف عن ذلك في الإنجيل أو في حقيقة كانت مخفية، أو الكشف المسيحي بشكل عام، أو حقائق معينة أو تفاصيل من الكشف المسيحي.

## التعاريف
وفقًا لبيتر مور، مصطلح «الباطنية الروحانية» مصطلح «إشكالي لكن لا غنى عنه». وهو مصطلح عام يرتبط بمفهوم واحد يفصل الممارسات والأفكار التي تتطور بشكل منفصل. ووفقًا لدوبريه، «الباطنية الروحانية» تُعرف بعدة طرق، ولاحظ ميركور أن التعريف، أو المعنى، لمصطلح «الباطنية الروحانية» تغير عبر العصور. لاحظ مور فيما بعد أن مصطلح «الباطنية الروحانية» أصبح وسمًا شائعًا «لأي شيء ضبابي، باطني، خفي، أو خارق للطبيعة».
يحذر بارسنز أن «ما قد يبدو في وقت ما ظاهرة واضحة المعالم تظهر قواسم مشتركة غير مبهمة أصبح، على الأقل في المجال الأكاديمي لدراسة الدين، معتمًا ومثيرًا للجدل وفق مستويات متعددة». بسبب التغطية المسيحية، وقلة المصطلحات المشابهة في الثقافات الأخرى، اعتبر بعض الباحثين مصطلح «الباطنية الروحانية» غير ملائم ليكون مصطلحًا وصفيًا مفيدًا. واعتبر بعض الباحثين الآخرين أن المصطلح عبارة عن اختلاق زائف، «من منتجات ما بعد التنوير العالمي».

### الاتحاد مع الإله أو المطلق والتجربة الباطنية الروحانية
انطلاقًا من الأفلاطونية المحدثة، تُعرف الباطنية الروحانية بالاتحاد مع الإله أو المطلق. استخدم في القرن الثالث عشر مصطلح الاتحاد الباطني ليشير «للزواج الروحاني»، النشوة، أو الجذل، الذي يُختبر عندما تستخدم الصلاة «للتأمل في كلية وجود الإله في العالم وفي جوهر الإله». في القرن التاسع عشر، وتحت تأثير الرومانسية، فسر البعض هذا «الاتحاد» كتجربة دينية توفر اليقين حول الإله أو الواقع الغيبي.
كان ويليام جيمس (1842-1910) من المؤثرين البارزين في هذا الفهم، إذ قال «في الحالات الباطنية الروحانية يصبح كلانا واحدًا مع المطلق، ونصبح واعين لواحديتنا.» نشر ويليام جيمس استخدام مصطلح «تجربة دينية» شعبيًا في كتابه أصناف الخبرة الدينية، مقدمًا تفسيرًا للباطنية الروحانية على أنها تجربة منفصلة، مقارنة بالتجارب الحسية. تنتمي التجارب الدينية «للدين الشخصي،» الذي يصنف على أنه «أساسي أكثر من اللاهوت أو الكنسية». أعطى تفسيرًا خالدًا للتجربة الدينية، معلنًا أن هذا النوع من التجارب موحد بشكل مطلق في التقاليد المتعددة. 
لاحظ ماكجين أن مصطلح الاتحاد الباطني، على الرغم من أصوله المسيحية، هو تعبير عصري بشكل أولي. يجادل ماكجين أن «الحضور» أكثر دقة من «الاتحاد»، طالما لم يتكلم كافة الباطنيين عن الاتحاد مع الإله، وطالما لم ترتبط الرؤى والمعجزات المتعددة بالاتحاد بالضرورة. جادل أيضًا أننا يجب أن نتحدث عن «الوعي» بحضور الإله، عوضًا عن «التجربة»، طالما أن نشاط الباطنيّ ليس حول الإحساس بالإله كشيء خارجي ببساطة، بل بشكل أوسع حول «طرق جديدة للمعرفة والحب بناءً على حالات الوعي التي يصبح فيها الإله حاضرًا في أفعالنا الداخلية.»
ومع ذلك، لا تعمل فكرة «الاتحاد» في كل النصوص. مثلًا، في أدفايتا فيدانتا، يوجد واقع واحد فقط (براهمان) وبالتالي لا يوجد واقع آخر ليتحد معه -براهمان في كل شخص (آتمان) لطالما كان في الواقع مماثلًا لبراهمان كل الوقت. لاحظ دان ميركور أيضًا أن الاتحاد مع الإله أو المطلق هو تعريف محدود جدًا، طالما يوجد تقاليد لا تشير للإحساس بالاتحاد، وإنما باللاشيء، مثل ديونيسيوس المزيف ومستر إكهرت. وفقًا لميركور، تؤكد الكابالا والبوذية على اللاشيء. لاحظ بلاكمور وجانيت أن «تعاريف الباطنية الروحانية غالبًا غير دقيقة»، ولاحظا إضافة لذلك أن هذا النوع من التفسير والتعريف هو تطور حديث أصبح التعريف القياسي.
وفقًا لجيلمان «تشمل تجربة الاتحاد كلًا من الظواهر غير المؤكدة، والضبابية، أو الملغية للتعددية، إذ تكمن الأهمية المعرفية للتجربة في تلك الميزة الظواهرية».

### النشوة الدينية والسياق التفسيري
تتضمن الباطنية الروحانية سياقًا مفسرًا، إذ يتضمن المعنى ما يسمى تجارب باطنية روحانية واستبصارية، والتجارب المتعلقة بالتحول. وفقًا لدان ميركور، قد ترتبط الباطنية الروحانية بأي نوع من النشوة أو حالات تغير الوعي، والأفكار والتفسيرات المتعلقة بذلك. يشدد بارسنز على أهمية التمييز بين التجارب المؤقتة والباطنية الروحانية كعملية، والتي تحدث ضمن «النسيج الديني» للنصوص والممارسات. يرى ريتشارد جونز الأمر ذاته. يلاحظ بيتر مور حدوث التجربة الباطنية الروحانية بطريقة عفوية وطبيعية عند الأشخاص غير الملتزمين بأي تقاليد دينية. ليس من الضروري تفسير هذه التجارب في نطاق ديني. تتساءل آن تيفز عن ماهية العمليات التي تحدد ما إذا كانت التجارب دينية أو باطنية روحانية.

### البصيرة الحدسية والتنوير
يؤكد بعض الكتاب أن التجربة الباطنية الروحانية تشمل الفهم الحدسي لمعنى الوجود والحقائق المخفية، وحلول مشاكل الحياة. وفقًا للارسون، «التجربة الباطنية الروحانية هي الفهم الحدسي واستيعاب معنى الوجود». وفقًا لماككلينون، الباطنية الروحانية هي «عقيدة تسمح بفهم الحقائق المطلقة عبر حالات عقلية خاصة أو أحداث». وفقًا لجيمس آر. هورن، التنوير الباطني الروحاني هو «تجربة استبصارية مركزية ينتج عنها حل لمشكلة دينية أو شخصية».
وفقًا لإيفلين أندرهيل، التنوير هو مصطلح إنجليزي عام للظاهرة الباطنية الروحانية. ينحدر مصطلح التنوير من الكلمة اللاتينية (illuminatio)، المستخدمة في الصلاة المسيحية في القرن الخامس عشر. المصطلحات الآسيوية المقابلة هي بودي، كينشو وساتوري في البوذية، والتي تترجم عادةً «التنوير»، وفيباسانا، التي تشير للعمليات المعرفية للحدس والاستيعاب. وفقًا لرايت، استخدام الكلمة الغربية «التنوير» يعتمد على ما يشابهها في بودي في عصر التنوير، الاستخدام المستقل للمنطق لكسب البصيرة في طبيعة العالم الحقيقية، توجد تشابهات أكثر في الرومانسية عن تلك التي توجد في التنوير: التأكيد على الشعور، والاستبصار الحدسي، والجوهر الحقيقي لما هو وراء المظاهر الخارجية للعالم.

### الحياة الروحانية وإعادة التشكل
يشير بعض الكتاب الآخرين أن الباطنية الروحانية تشمل ما هو أكثر من «التجربة الباطنية الروحانية». وفقًا لجيلمان، الهدف المطلق للباطنية الروحانية هو التحول البشري، ليس فقط اختبار حالات باطنية روحانية أو استبصارية. وفقًا لماكجين، التحول الشخصي هو المعيار الأساسي لتحديد أصالة الباطنية المسيحية.